# Linaria cossonii
Linaria cossonii är en grobladsväxtart som beskrevs av Edmond Bonnet och G. Barratte. Linaria cossonii ingår i släktet sporrar, och familjen grobladsväxter. Inga underarter finns listade i Catalogue of Life.